# Страна происхождения товара
Страна происхождения товара определяется с целью применения тарифных и нетарифных мер регулирования ввоза товара на таможенную территорию страны и вывоза товара с этой территории, а также обеспечения учета товаров в статистике внешней торговли.
Определение страны происхождения товара осуществляется на основании принципов международной практики. Страной происхождения товара считается страна, в которой товар был полностью произведен или подвергнут достаточной переработке в соответствии с критериями, установленными законодательными актами страны. При этом под страной происхождения товара могут пониматься группа стран, таможенные союзы стран, регион или часть страны, если есть необходимость их выделения с целью определения происхождения товара.
Ставка таможенной пошлины устанавливается в зависимости от страны происхождения товара. Определение страны происхождения товаров производится во всех случаях, когда применение мер таможенно-тарифного и нетарифного регулирования зависит от страны происхождения товаров.
Определение страны происхождения товаров осуществляется в соответствии с международными договорами государств-членов таможенного союза, регулирующими правила определения страны происхождения товаров.
Определение страны происхождения товаров, происходящих с территории государства - члена таможенного союза, осуществляется в соответствии с законодательством такого государства - члена таможенного союза, если иное не установлено международными договорами. 

## Маркировка страны происхождения товара
Компании могут указывать страну происхождения товара различными способами:
- Используется фраза «Сделано в …».
- Используются оригинальные (фирменные) этикетки.
- Страна происхождения товара указана в названии компании.
- Характерные слова страны происхождения товара включены в название компании.
- Маркировка сделана на языке страны происхождения товара.
- Используются изображения известных или типичных людей страны происхождения товара.
- Используются флаги и другие символы страны происхождения товара.
- Используются типичные пейзажи или известные здания страны происхождения товара.

Является ошибкой определение страны происхождения товара по торговому штрих-коду. EAN-13 содержит префикс страны (региона) производителя, но этот префикс не означает страну происхождения товара, а лишь указывает код регионального регистратора, где зарегистрировалась компания, печатающая код на своей упаковке.